# Termination (Indianerpolitik)
Als Termination wird eine Phase der Indianerpolitik der Vereinigten Staaten bezeichnet, die das Ziel hatte, die Verwaltung der Indianerreservate durch die Bundesregierung der Vereinigten Staaten aufzuheben und die Angehörigen der Indianervölker allen Bürgern der USA gleichzustellen. Damit wären zugleich alle Garantien aus den Verträgen der Vereinigten Staaten mit den Völkern entfallen, nach denen Grund und Boden in Reservaten einen besonderen Gemeinschaftsstatus hat und nicht individuell genutzt oder verkauft werden kann. Die Termination wurde um 1943 entwickelt und zwischen 1953 und 1958 zwangsweise umgesetzt, weitere Auswirkungen entfaltete sie noch bis mindestens 1968.

## Ziel
Bereits 1943 legte der Senat der Vereinigten Staaten mit dem Senate Report 310 einen Plan vor, den Trust-Status des Indianischen Grundbesitzes und die Anbindung der Gebiete an Bundesrecht aufzuheben und die bisherigen Reservate den Gesetzen der jeweiligen Bundesstaaten zu unterwerfen.
Mit dem Amtsantritt von Dillon S. Myer als Leiter des Bureau of Indian Affairs (BIA) 1950 änderte sich der Zuschnitt der amerikanischen Indianerpolitik. Die Ziele des Indian Reorganization Act und die Pläne der weitgehenden Selbstverwaltung der Stämme sowie das Mitspracherecht der Stammesregierungen wurden zurückgestellt. Myer strebte die Auflösung aller Stämme an. Ein wesentlicher Teil seiner Politik bestand darin, die Indianer zur Umsiedlung in Städte zu veranlassen. Insgesamt siedelten zwischen 1950 und 1967 61.600 Indianer in urbane Gebiete, sei es freiwillig oder durch Druck. 1952 brachte Myer einen Gesetzesvorschlag ins amerikanische Parlament, wonach der Bund seine Verantwortung über die Indianer abgeben sollte. Stattdessen sollten die Indianer für sich selbst verantwortlich sein. Der Vorschlag wurde 1953 als so genannte House Concurrent Resolution 108 in Kraft gesetzt. Interessant erscheint das Detail, dass nirgends in dieser Resolution der Begriff der Termination steht. Vielmehr wurde er umgangen mit Sätzen wie „to end the wardship status of the Indians and to grant them all of the rights and prerogatives pertaining to American citizenship“.

## Folgen
Dieses Gesetz hatte weitreichende Folgen. Es wurde eine Liste mit sämtlichen Stämmen erstellt, die genügend fortgeschritten waren, um sofort terminiert zu werden. Bis 1962 wurden 120 meist kleinere Stämme, jedoch auch einige größere wie die Menominee in Wisconsin oder die Klamath in Oregon, kurzerhand aufgelöst. Davon betroffen waren rund drei Prozent aller Indianer, die meisten an der Westküste wohnhaft. Die Indianer verloren ihren autonomen Sonderstatus. Sie mussten Steuern zahlen, was sie meist nicht konnten, und erhielten keine staatliche Unterstützung mehr. Die in der Vergangenheit vertraglich zugesicherten regelmäßigen Entschädigungszahlungen, als Gegenleistung für die Besiedelung indianischen Landes durch die Weißen, liefen aus. So waren die Indianer bald von Sozialhilfe abhängig. Sie verloren die Kontrolle über ihr Reservat und über ihr Land. Alleine zwischen 1953 und 1957, also in den ersten vier Jahren der Terminationspolitik verloren die Indianer 1,8 Millionen acres (7.300 km²). Bis zum Ende der Terminationspolitik sollten es über 2,4 Millionen acres (9700 km²;) sein.
Durch Myers Umsiedlungsprogramme zogen bis 1972 insgesamt 78.000 Indianer von den Reservaten in die Städte, wovon lediglich 48.000 einen Job fanden. Rund ein Drittel der betroffenen Indianer kehrte im selben Zeitraum wieder in die Reservate zurück.
Die Aberkennung des indianischen Sonderstatus traf die Indianer völlig unvorbereitet. Die wenigsten fanden sich so plötzlich in der weißen Welt zurecht. Bereits in den 1960er-Jahren mussten Notmaßnahmen ergriffen werden, um der wachsenden Armut der Indianer Einhalt zu gebieten. Tausende Indianer mussten finanziell unterstützt werden. Alleine im Jahre 1971 sah sich die Regierung gezwungen, 626 Millionen Dollar für die medizinische Versorgung, Ausbildung, Sozialhilfe, ökonomische Programme und Hausbau der Indianer zu verwenden.

## Wandel der Politik
1958 erklärte der Innenminister Fred Andrew Seaton, dass keine Stämme mehr ohne ihre formale Zustimmung aus der Verwaltung durch den Bund entlassen werden sollten, doch die Politik der Termination ging noch einige Jahre weiter und bestimmte bis weit in die 1960er Jahre die Indianerpolitik. Unter dem Eindruck der Bürgerrechtsbewegung wandelte sich auch das Bild der Indianer, nach langen Verhandlungen und dem Aufbrechen von Konflikten mit dem American Indian Movement und der Besetzung der Insel Alcatraz (1969–71) sowie dem bewaffneten Aufstand von Wounded Knee (1973) wurde der Grundstein für den Indian Self Determination Act von 1975 gelegt. Er stellt die Beziehungen zwischen den Indianervölkern und der Bundesregierung auf eine neue Grundlage, bestätigt die Geltung der abgeschlossenen Verträge und garantiert die kollektiven Rechte der Völker auf Selbstverwaltung.